# Pla de l'Estany

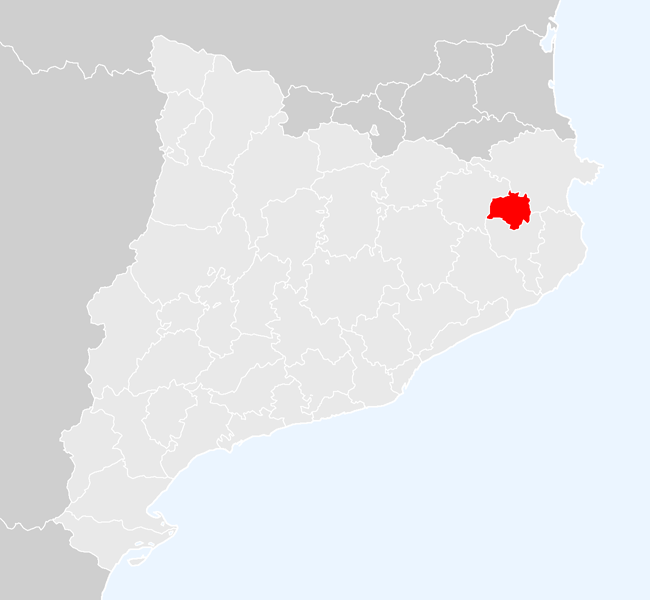
Localização do Pla de l'Estany, na Catalunha.

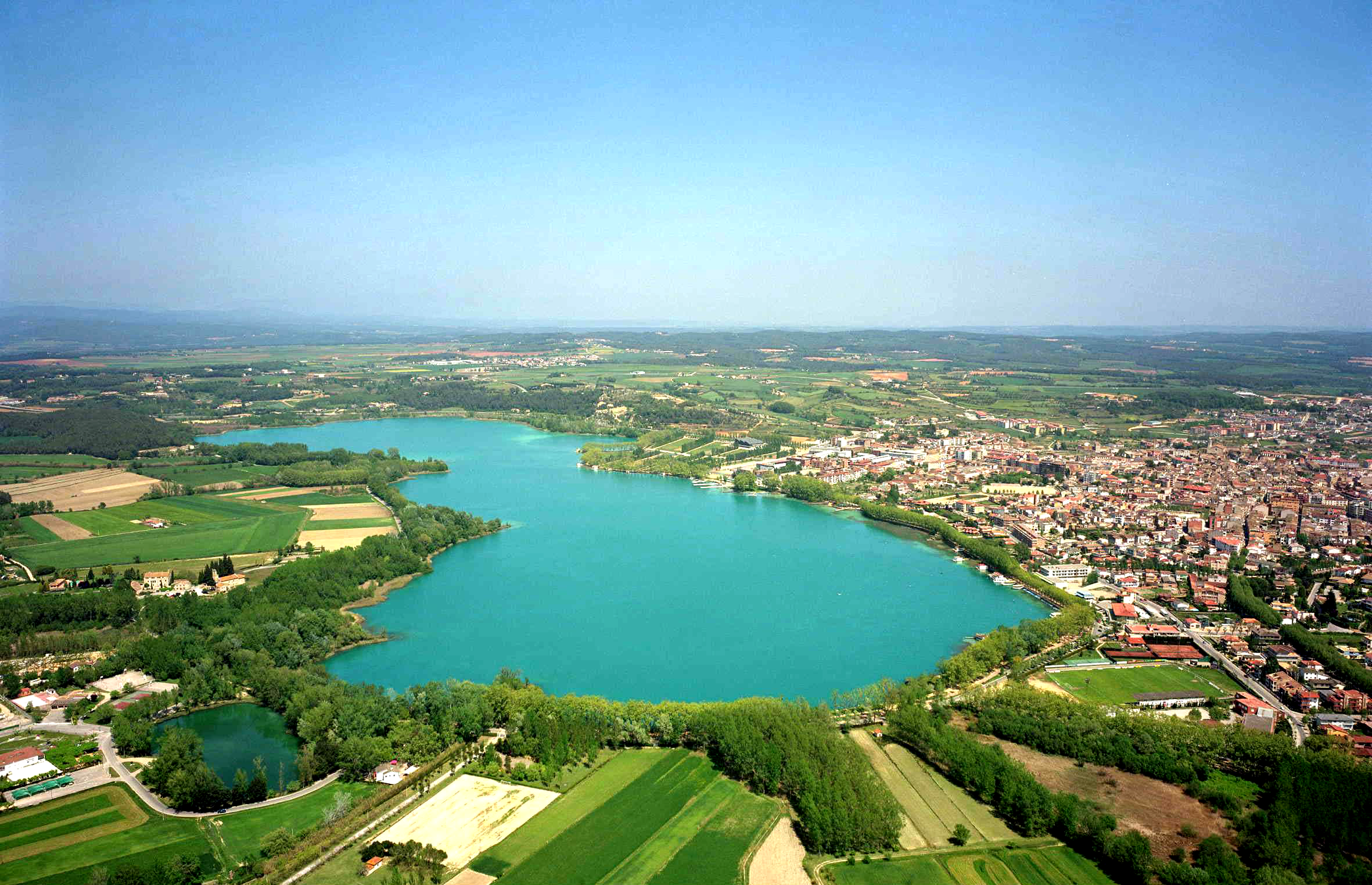
Lago da Banyoles, Pla de l'Estany (Planície do lago)

Pla de l'Estany é uma região (comarca) da Catalunha. Abarca uma superfície de 262,83 quilômetros quadrados e possui uma população de 28.893 habitantes.

## Subdivisões
A comarca do Pla de l'Estany subdivide-se nos seguintes 11 municípios:
- Banyoles
- Camós
- Cornellà del Terri
- Crespià
- Esponellà
- Fontcoberta
- Palol de Revardit
- Porqueres
- Sant Miquel de Campmajor
- Serinyà
- Vilademuls